# 小行星6059
小行星6059（英語：6059）是一颗围绕太阳公转的小行星。1979年10月11日，茲丹卡·瓦弗洛娃在克列特发现了此天体。
这颗小行星的绝对星等为52.54162397826622等。